# Armoise (PM32)
L’Armoise (PM32) est une vedette de surveillance de la Gendarmerie maritime, basée à Cherbourg. Elle était jusqu'en novembre 2021, une vedette de surveillance régionale de la Direction des Affaires Maritimes basée au port de Boulogne-sur-Mer.

## Histoire
Il fut construit au chantier naval DCN de Lorient.

## Service
Il porte sur sa proue le marquage AEM (Action de l'État en Mer) , les trois bandes inclinées tricolores bleu, blanc, rouge. Il a participé à l'Armada 2013 de Rouen.
Retirée du service à la fin 2021, la vedette est prévue d'être transférée en 2022 à la Gendarmerie Maritime. Le nouveau patrouilleur des Affaires maritimes pour toute la zone Manche - mer du Nord est le Jeanne Barret (PM43), entré en service en mars 2022. Il rejoint le port militaire de Cherbourg en février 2023 pour le compte de la Gendarmerie Maritime.

### Drôme
- embarcation semi-rigide Zodiac avec 2 moteurs 50 cv.